# Chant du harpiste
Ne doit pas être confondu avec Chant du harpiste aveugle.

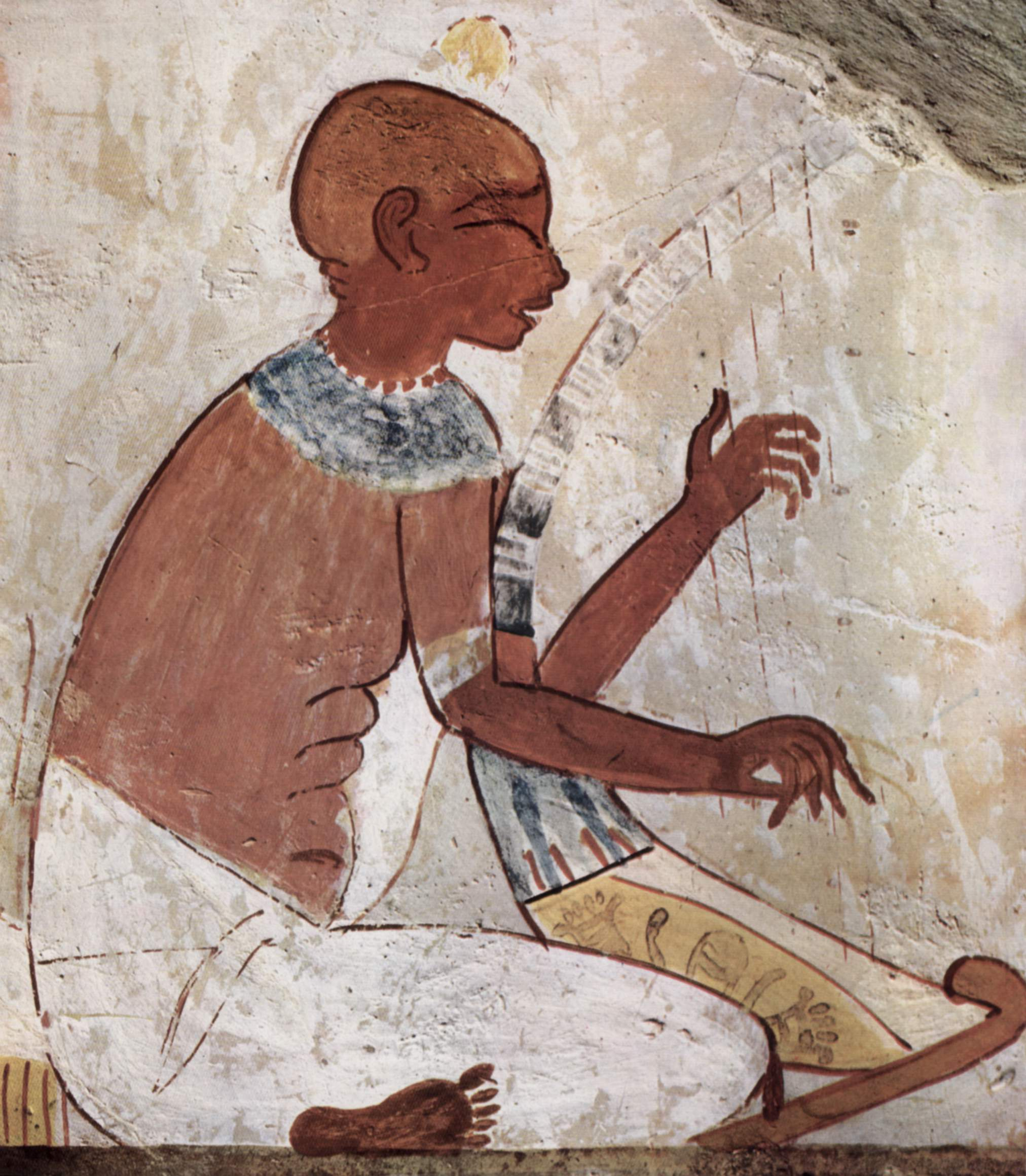
Durant le Moyen Empire (v. 2040–1640 av. J.-C.) des harpistes aveugles sont décrits sur les murs des tombeaux.

Les chants de harpistes sont, dans la littérature de l'Égypte antique, des textes profanes comme les contes, les lettres, les chants d'amour et autres chants de banquet. On en connaît plusieurs, retrouvés dans les tombes. Ils font pour l'essentiel l'éloge de la vie après la mort et sont souvent utilisés dans des contextes funéraires. Ces textes affichent divers degrés d'espoir dans une vie après la mort qui vont du scepticisme aux expressions de confiance plus traditionnelles. Ces textes sont accompagnés de dessins de harpistes aveugles et on pense donc qu'ils ont été chantés. Thématiquement, ils ont été comparés à l'immortalité des écrivains (un texte du papyrus Chester Beatty IV (BM 10684)) dans leur expression du scepticisme rationnel.

## Analyse
La distinction entre chants, hymnes et poésie dans les textes égyptiens anciens n’est pas toujours claire. La convention est de traiter comme chansons les textes poétiques représentés avec des instruments de musique. Si les chants semblent avoir un lien clair avec les cultes des temples et les festivals, alors ils sont communément décrits comme des hymnes. Les textes poétiques présentés avec des scènes de travail sont comparés aux chansons chantées par les ouvriers égyptiens de l'époque moderne et sont donc également classés comme chansons. D'autres chants se rapportent au culte des morts et sont presque toujours représentés avec des harpes d'où est dérivé le nom de « chant du harpiste ». Puisque ces chants sont des réflexions sur la mort, plutôt que de faire partie des rituels associés à l’enterrement, on retrouve dans ces textes une expression plus libre de la pensée. Les chansons cherchent à rassurer le propriétaire de la tombe sur son sort après la mort en guise d'éloge. La plus grande liberté, dans le cas du chant du harpiste aveugle dans la tombe d'Antef, est même allé jusqu'à douter de la réalité d'une vie après la mort, déplorant la mort et conseillant de profiter de la vie. Miriam Lichtheim considère cela comme introduisant un courant de pensée plus sceptique qui se reflète dans des œuvres telles que Dialogue du désespéré avec son bâ et d'autres chansons de harpistes.

## Exemples

### Chant du harpiste dans la tombe d'Antef
Ce chant, supposément gravé sur les murs d'une tombe d'un des rois Antef (on ne sait lequel) d'après ce qui est indiqué en introduction « Le Chant qui est dans la demeure d'Antef », est parmi les plus connus :
«  Que reste-t-il des tombeaux de nos constructeurs ?
J'ai écouté les paroles d'Imhotep et de Dedefhôr,
devenues : règles et conseils "qui ne passeront jamais"...
Les murs sont tombés et les tombeaux n'existent plus...
Mon cœur, reste en paix, seul l'oubli te donnera la sérénité.
Mon cœur, sois joyeux et ne te laisse pas abattre
habille-toi de lin fin et met de la myrrhe sur la tête
Accomplis tes destinées sur Terre et ne te tourmente pas
Car les plaintes ne sauvent personne du tombeau
et personne ne peut emporter avec lui son bien ... »

### Chant du harpiste dans la tombe d'Inherkhâou

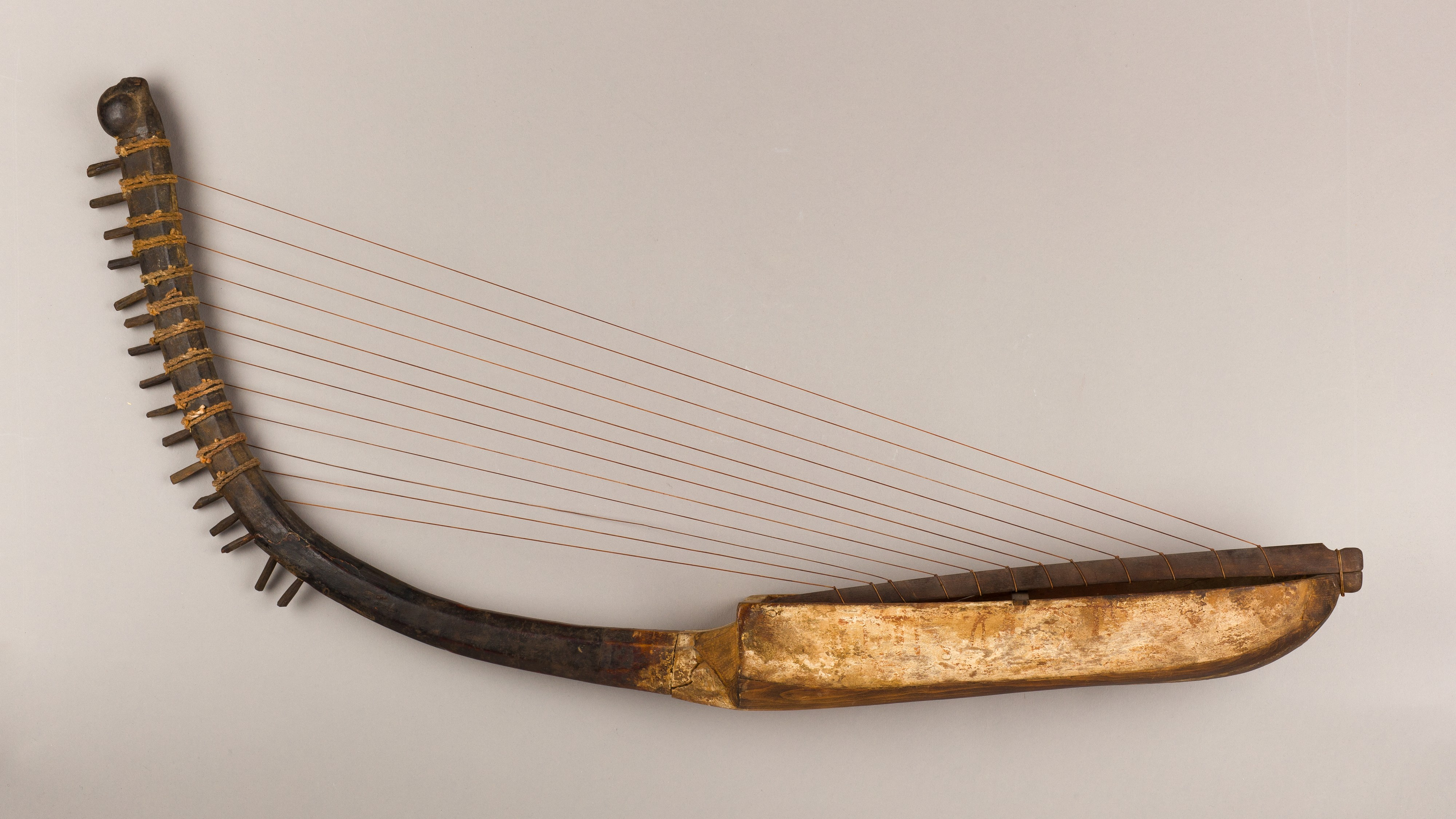
Harpe égyptienne, v. 1390–1295 av. J.-C.

Ce texte est dans le caveau de la tombe d'Inherkhâou (TT359) à Deir el-Médineh. C'est une peinture murale sur la paroi sud. Il est rédigé en hiéroglyphes orientés de droite à gauche sur seize colonnes :
colonne 1
| I10 · D46 · N35 | G40 | V28 | W14 | S29 | M17 · A2 · Z2 | N35 | D4 · Q2 | O29 · Y1 · N35 | M40 | X1 · Z1 · Z2 | Aa15 | Q1 | X1 · O1 | Aa11 · X1 | W25 | S3 | N1 · N28 · D36 | Y1 · Z7 · Z1 · Z1 |
ḏd.n pȝ ḥsjw n wsir ˁȝ n jsw.t m s.t mȝˁ.t Jn-ḥr-ḫˁ.wy
Le chanteur a dit à l’Osiris, le grand de l'équipe de la Place de Vérité, Inherkhâou(y)
colonne 2
| A40 | H6 | P8 | I10 · D46 | A40 | W24 · V31 | A1 | A21 | Q3 · Z7 | O34 · A1 · Z1 | Q3 | Z7 | E34 · N35 | U5 · D36 · X1 | Aa11 · Y1 | Aa15 | M16 | G1 | Z7 · D40 | F35 | I9 · D21 |
mȝˁ-ḫrw ḏd=j jnk sr pw s pw wn mȝˁ.t m ḥȝ.w nḫt nfr
juste de voix. Je dis : « Je suis ce dignitaire, cet homme qui se trouve dans la Maât, dans la puissante et bonne profusion
colonne 3
| D4 · N35 | R8 | A40 | D21 · I9 | G1 · N29 | M17 | A53 | Y1 | L1 | D21 · Aa15 | F32 · X1 · Z1 | D2 | Z1 | O35 | D58 | D54 | M36 · D21 | D21 · V31 | R8 | A40 | G1 | U28 | Aa15 | A17 · Z2 | Z1 · Z1 · D54 · Z7 |
jr(w) n nṯr r.f ȝḳ(.w) ḫpr(.w) m ẖ.t ḥr sbj ḏr rk nṯr ḏȝm.w jw.w
faite par le dieu lui-même, les formes périssent depuis le corps, en mourant, depuis le temps du dieu. Les jeunes viennent
colonne 4
| D54 · D21 | Q1 | X1 · O1 | O34 · N35 · Z2 | R7 · G29 · Z1 | R7 · Z2 | G25 · Aa1 | A51 | Z3 | N35 · X1 · Z1 · Z1 | Aa15 | N14 | X1 · O1 | O34 | G1 | Aa18 | V28 | A53 | Z3 | Aa15 | W19 | X1 · X1 | Y1 | M17 | D21 · Z1 · Z1 | A35 | D40 · Z2 |
r s.t=sn bȝ.w ȝḫ.w nty(.w) m dwȝ.t sˁḥ.w m mjt.t jr.y jḳd(w).w
à leur place, (de même que) les baou et les akhaou qui sont dans la Douat, à la suite des momies. Il en va de même pour ceux qui ont construit
colonne 5
| O6 | X1 · G43 | O1 · Z2 | M17 | M40 | S29 | Z1 · Z1 · O1 · Z2 | Aa15 | W19 | X1 · X1 | Y1 | O34 · X1 · Aa15 | A1 | Z3 | R4 · X1 · Q3 | Aa15 | U23 | Aa15 · D21 | O24 | O1 · Z2 | O34 · N35 · Z2 | D4 · N35 · V31 | O6 | X1 · O1 | Aa15 · N16 |
ḥw.wt pr.w js.w m mit.t stm.w=sn ḥtp m mr.w=sn ir n=k ḥw.t m tȝ
les monuments funéraires et les tombes ; de même, ce sont eux qui reposent dans leurs pyramides. Fais-toi un monument dans la Terre
colonne 6
| D45 · D21 | X1 · N25 | Y5 · N35 | U32 | Y1v | D21 · N35 · V31 | M17 | Aa15 · O34 | M17 | Q3 · X1 · Y1 | D28 · X1 | A9 | Y1 · Z2 | V31 | N35 · X1 | R10 | Y5 · N35 | Aa1 | X1 | U22 | Y1 | Q1 | X1 · O1 | V31 | N35 · X1 |
ḏsr mn rn=k jm.s jp.t kȝ.t=k n(y).t ẖrt-nṯr mn ḫ.t mnẖ s.t=k n(y).t
Sacrée, où ton nom sera pérennisé. Dans celle-ci, tes travaux seront comptabilisés dans la nécropole et feront partie des choses stables tandis qu'excellente sera ta place dans
colonne 7
| R14 | X1 · X1 | N25 | W24 · W24 · W24 · N1 | N35 · N35 · N35 | Aa1 · D46 | P1 | V23 | V28 | M17 | M17 | P5 | Z7 | Z2 | W17 | N35 · X1 · Z1 · Z1 | U33 | M17 | M17 | P1 | O34 | A1 | Z1 | V30 · D21 | E34 · N35 · W24 · X1 | N14 | N5 · Z1 | I9 · D4 |
Jmn.t nnw ḫḏi mḥty ṯȝw ḫnty s nb wnw.t=f jr
l’Occident. L’Océan Primordial coule vers l’embouchure et le vent du nord vers la source. Tout homme aura son heure. Fais
colonne 8
| O4 · D21 | N5 · Z1 | F35 | I9 · D21 | D4 | Q1 | A40 | O29 · Y1 · N35 | Aa28 | X1 · Z1 · Z2 | Aa15 | Q1 | X1 · O1 | Aa11 · X1 | W25 | S3 | N1 · N28 · D36 | Y1 · Z7 · Z1 · Z1 | Aa11 · P8 · Aa15 | G36 · D21 · D46 | A7 | G37 |
ḥrw nfr Wsir ˁȝ n jsw.t m s.t mȝˁ.t Jn-ḥr-ḫˁwy mȝˁ ḫrw m wrd
un jour heureux, l’Osiris, le chef d’équipe dans la Place de Vérité, Inherkhâouy, juste de voix. Ne laisse pas se lasser
colonne 9
| F34 · Z1 · V31 | D21 | G36 · D21 | O50 | Z1 · Z1 | V28 | N35 · D36 | Z11 | Aa15 · Z1 · Z1 | F34 · Z1 · V31 | Aa15 | D4 | T5 | Z9 · G37 | F34 · Z1 · V31 | Aa15 | X1 · D21 | M17 | M7 | N5 | E34 · N35 | N35 · V31 |
ib=k r wr sp 2 ḥnˁ jmy ib=k m jr(w) ḥḏ ib=k m tr wnn=k
ton cœur, grandement deux fois, avec ce qui est dans ton cœur, ne laisse pas languir ton cœur pendant ton temps de vie.
colonne 10
| D4 | O4 · D21 · N5 · Z1 | F35 | I9 · D21 | D21 | G36 · D21 | O50 | Z1 · Z1 | M17 | G17 | Aa15 · D36 | N29 | W19 | M17 | M17 | W22 | Z2 | D1 | Q3 | W22 | Z1 · Z1 · Z1 | X1 | G43 | A53 | Y1 | X1 · Z7 · D21 | Aa16 · Z1 · V31 | U2 |
Fais un jour heureux, grandement deux fois, place des onguents et des huiles mélangées à ton côté des guirlandes de
colonne 11
| G1 | V28 | Z1 · Z1 · M2 | Z2 | O34 · N37 | N35 · Z1 · Z1 | M9 | M2 | Z3 | D21 · D21 | I10 | M2 | Z2 · D21 | V7 · N35 | D58 | X1 · F51 | V31 | O34 | X1 | A1 | Q3 | Z7 | Z11 | Aa15 · Z1 · Z1 | F34 · Z1 · V31 | O34 |
lotus et des fleurs sur ton sein. Cette dame qui est dans ton cœur est
colonne 12
| M29 | Aa15 · Y1 | X1 · Z7 · D21 | Aa16 · Z1 · V31 | V28 | I10 · N35 | W24 · W · Z9 | G36 | F34 · Z1 · V31 | D2 | Z1 | L1 · D21 | X1 · Z2 · V30 | M17 | Aa15 · Aa15 | D36 | V28 | W14 | S29 | M17 | A2 | M17 | Z2 | D21 | Aa1 · X1 · I9 |
douce et elle est à tes côtés. Ne fâche pas ton cœur au sujet de tout ce qui devient. (Place) sur ta main les louanges et ses connaissances
colonne 13
| D2 · Z1 · V31 | Aa15 · D4 | S29 | M12 | G1 | A2 | N26 · Z7 · X1 | G37 · Z2 | D58 | G43 | Z7 | X1 | K2 · Z2 | R8 | A40 | S29 | M12 | G1 | A2 | N35 · V31 | D21 · N37 |
sur ta tête. Ne pense pas au mal et à l’abomination du dieu. Souviens-toi des joies,
colonne 14
| Z7 | X1 | F63 | G40 | D36 · N29 | D50 · D50 · Y1 | F34 | Z1 | G40 | O34 | A1 | Z1 | D53 · X1 | T14 · T14 · Y1 | U5 · D36 | Aa11 · X1 | N29 | D58 | V28 | W15 | Y1 · Z2 |
cet homme équitable, cet homme juste, celui qui rafraîchit la Maât
colonne 15
| V29 · V28 · Y1 | F34 | Z1 | O4 · D21 · Y1 | O34 · D21 · I9 | A2 · Z2 | E34 · N35 | I9 · F18 | A2 | X1 · U15 | Aa15 · Y1 | I10 · D46 | D58 | M17 | N35 · G37 | M17 | Aa15 · Aa15 | D36 · X1 · Aa1 | W22 |
généreux, plaisant, rafraîchit et réjouit, qui ne parle jamais en mal. Enivre
colonne 16
| D40 · N35 | F34 · Z1 · V31 | Aa15 | W11 · D21 | Z4 · Y1 · Z2 | O4 · D21 | N5 | Z1 | D21 | M18 | M17 | Z1 · Z1 | D54 | O4 · D21 | N5 | Z1 | G40 | I9 · Z1 · Z1 | N31 · N35 | Y5 · N35 | M17 | T14 | P1 | M17 | Aa15 · I9 |
ton cœur tout au long du jour jusqu’à ce que vienne ce jour où tu devras amarrer. »